# Ouverture no 2 de Farrenc
Pour les articles homonymes, voir Ouverture.
L'Ouverture no 2 op. 24 en mi bémol majeur est une œuvre orchestrale de Louise Farrenc composée en 1834.

## Historique
Louise Farrenc compose sa deuxième Ouverture pour grand orchestre en 1834, la même année que son Ouverture no 1,. Ces deux œuvres constituent les premiers essais de la compositrice dans un autre genre que la musique pour clavier : la musique symphonique.
La pièce n'est pas éditée du vivant de Farrenc mais est interprétée plusieurs fois. Elle est en particulier jouée par l'Orchestre de la Société des concerts du Conservatoire, le 5 avril 1840, sous la direction d'Habeneck,.

## Instrumentation
Elle est écrite pour orchestre symphonique :
| Instrumentation de l'Ouverture no 2 de Louise Farrenc                |
| Bois                                                                 |
| 2 flûtes, 2 hautbois, 2 clarinettes, 2 bassons                       |
| Cuivres                                                              |
| 4 cors, 2 trompettes, 3 trombones                                    |
| Percussions                                                          |
| timbales                                                             |
| Cordes                                                               |
| premiers violons, seconds violons, altos, violoncelles, contrebasses |

## Analyse
L'œuvre est de vaste proportion, commençant par une introduction lente et suivant un plan de forme sonate.
Pour Bea Friedland, cette deuxième ouverture est plus dramatique que la première et accorde une attention plus particulière aux instruments à vent de l'orchestre. La musicologue Florence Launay y note la tradition viennoise ainsi que le classicisme des thèmes et de la forme, et constate que « la capacité [de Louise Farrenc] à développer son matériel thématique, son utilisation différenciée des couleurs orchestrales, notamment celles des instruments à vent, qualités qui feront l’attrait de ses symphonies, sont déjà présentes »,. 
Ivan Moody souligne dans l’œuvre la clarté de la narration, le lyrisme et le « formidable sens de la puissance dramatique » de la compositrice,. 
La durée moyenne d'exécution de l'Ouverture no 2  est de sept minutes environ. 
Dans le catalogue par opus de Louise Farrenc, l'Ouverture porte le numéro 24.

## Réception
Dans la Revue et gazette musicale de Paris, après écoute à la Société des concerts du Conservatoire, Hector Berlioz la juge « bien écrite, et instrumentée avec un talent rare chez les femmes, et dont, en France du moins, on n'aurait pas d'exemple sans mademoiselle Bertin »,.
Dans La France musicale, la critique est également positive : « Dans un des derniers concerts, on a exécuté une ouverture composée par Mme Farrenc, et nous avons été tout étonnés de trouver dans cet œuvre sérieux et parfaitement conçu une facture, un style de maître. L'ouverture de Mme Farrenc peut être mise au rang des bonnes compositions instrumentales. Il est rare de trouver chez une femme autant de vigueur et d'intelligence dans la combinaison des effets. On aurait peut-être désiré un peu plus d'originalité dans les motifs ; mais ne soyons pas trop exigeants. Mme Farrenc a été admise au Conservatoire, et c'est là une faveur que l'on n'accorde guère qu'aux artistes d'un grand mérite. »,.

## Discographie
- Louise Farrenc : Symphony No. 2, Overtures Nos. 1 & 2,  Orchestre Symphonique de la Ndr, dir. Johannes Goritzki, CPO, 2004.
- Louise Farrenc : Symphony No. 1 / Overtures Nos. 1-2 / Grand Variations on a theme by Count Gallenberg, piano Jean Muller, Solistes Européens, Luxembourg, dir. Christoph König, Naxos, 2020[2].
- Louise Farrenc, Symphonies 1-3, Overtures in E minor-E flat, Insula orchestra, Laurence Equilbey (dir.), Erato, 2023[12].